# Олимпийская сборная Аргентины по футболу
Олимпийская сборная Аргентины по футболу (исп. Selección de fútbol sub-23 de Argentina o Selección Olímpica) — команда, представляющая Аргентину на Олимпийских и Панамериканских играх в дисциплине «футбол». В заявку сборной могут включаться игроки не старше 23 лет, за исключением трёх футболистов, которые могут быть старше этого возраста.

## Статистика выступлений
| Показатели выступлений на Олимпийских играх | Показатели выступлений на Олимпийских играх | Показатели выступлений на Олимпийских играх | Показатели выступлений на Олимпийских играх | Показатели выступлений на Олимпийских играх | Показатели выступлений на Олимпийских играх | Показатели выступлений на Олимпийских играх | Показатели выступлений на Олимпийских играх | Показатели выступлений на Олимпийских играх |
| Год                                         | Раунд                                       | Место                                       | М                                           | В                                           | Н                                           | П                                           | МЗ                                          | МП                                          |
| ------------------------------------------- | ------------------------------------------- | ------------------------------------------- | ------------------------------------------- | ------------------------------------------- | ------------------------------------------- | ------------------------------------------- | ------------------------------------------- | ------------------------------------------- |
| 1928                                        | Финалист                                    | 2                                           | 5                                           | 3                                           | 1                                           | 1                                           | 24                                          | 7                                           |
| 1932                                        | Футбол не проводился                        | Футбол не проводился                        | Футбол не проводился                        | Футбол не проводился                        | Футбол не проводился                        | Футбол не проводился                        | Футбол не проводился                        | Футбол не проводился                        |
| 1936                                        | не участвовали                              | не участвовали                              | не участвовали                              | не участвовали                              | не участвовали                              | не участвовали                              | не участвовали                              | не участвовали                              |
| 1948                                        | не участвовали                              | не участвовали                              | не участвовали                              | не участвовали                              | не участвовали                              | не участвовали                              | не участвовали                              | не участвовали                              |
| 1952                                        | не участвовали                              | не участвовали                              | не участвовали                              | не участвовали                              | не участвовали                              | не участвовали                              | не участвовали                              | не участвовали                              |
| 1956                                        | не участвовали                              | не участвовали                              | не участвовали                              | не участвовали                              | не участвовали                              | не участвовали                              | не участвовали                              | не участвовали                              |
| 1960                                        | Групповой этап                              | 5                                           | 3                                           | 2                                           | 0                                           | 1                                           | 6                                           | 4                                           |
| 1964                                        | Групповой этап                              | 10                                          | 2                                           | 0                                           | 1                                           | 1                                           | 3                                           | 4                                           |
| 1968                                        | Не прошли квалификацию                      | Не прошли квалификацию                      | Не прошли квалификацию                      | Не прошли квалификацию                      | Не прошли квалификацию                      | Не прошли квалификацию                      | Не прошли квалификацию                      | Не прошли квалификацию                      |
| 1972                                        | Не прошли квалификацию                      | Не прошли квалификацию                      | Не прошли квалификацию                      | Не прошли квалификацию                      | Не прошли квалификацию                      | Не прошли квалификацию                      | Не прошли квалификацию                      | Не прошли квалификацию                      |
| 1976                                        | Не прошли квалификацию                      | Не прошли квалификацию                      | Не прошли квалификацию                      | Не прошли квалификацию                      | Не прошли квалификацию                      | Не прошли квалификацию                      | Не прошли квалификацию                      | Не прошли квалификацию                      |
| 1980                                        | квалифицировались и снялись                 | квалифицировались и снялись                 | квалифицировались и снялись                 | квалифицировались и снялись                 | квалифицировались и снялись                 | квалифицировались и снялись                 | квалифицировались и снялись                 | квалифицировались и снялись                 |
| 1984                                        | не участвовали                              | не участвовали                              | не участвовали                              | не участвовали                              | не участвовали                              | не участвовали                              | не участвовали                              | не участвовали                              |
| 1988                                        | 1/4                                         | 8                                           | 4                                           | 1                                           | 1                                           | 2                                           | 4                                           | 5                                           |
| 1992                                        | Не прошли квалификацию                      | Не прошли квалификацию                      | Не прошли квалификацию                      | Не прошли квалификацию                      | Не прошли квалификацию                      | Не прошли квалификацию                      | Не прошли квалификацию                      | Не прошли квалификацию                      |
| 1996                                        | Финалист                                    | 2                                           | 6                                           | 3                                           | 2                                           | 1                                           | 13                                          | 6                                           |
| 2000                                        | Не прошли квалификацию                      | Не прошли квалификацию                      | Не прошли квалификацию                      | Не прошли квалификацию                      | Не прошли квалификацию                      | Не прошли квалификацию                      | Не прошли квалификацию                      | Не прошли квалификацию                      |
| 2004                                        | Победитель                                  | 1                                           | 6                                           | 6                                           | 0                                           | 0                                           | 17                                          | 0                                           |
| 2008                                        | Победитель                                  | 1                                           | 6                                           | 6                                           | 0                                           | 0                                           | 11                                          | 2                                           |
| 2012                                        | Не прошли квалификацию                      | Не прошли квалификацию                      | Не прошли квалификацию                      | Не прошли квалификацию                      | Не прошли квалификацию                      | Не прошли квалификацию                      | Не прошли квалификацию                      | Не прошли квалификацию                      |
| 2016                                        | Групповой этап                              | 11                                          | 3                                           | 1                                           | 1                                           | 1                                           | 3                                           | 4                                           |
| Итого                                       | 2 Золота 2 Серебра                          | 4 медали 8/19                               | 35                                          | 22                                          | 6                                           | 7                                           | 81                                          | 32                                          |

## Награды
Летние Олимпийские игры
- — 2004, 2008
- — 1928, 1996

Панамериканские игры
- — 1951, 1955, 1959, 1971, 1995, 2003
- — 1963, 2011
- — 1975, 1979, 1987

Отборочный олимпийский турнир (КОНМЕБОЛ)
- Победитель — 1960, 1964, 1980, 2004

## Текущий состав сборной
Ниже перечислены игроки, которые были включены в заявку сборной Аргентины на Олимпийские игры 2016 в Рио-де-Жанейро. По правилам в заявку могут быть включены 3 игрока старше 23 лет:Виктор Куэста, Херонимо Рульи. 
| №              | Имя                | Клуб               | Дата рождения    | Возраст | Игр     | Голов   |
| Вратари        | Вратари            | Вратари            | Вратари          | Вратари | Вратари | Вратари |
| -------------- | ------------------ | ------------------ | ---------------- | ------- | ------- | ------- |
| 1              | Херонимо Рульи*    | Вильярреал         | 20 мая 1992      | 24      | 2       | 0       |
| 12             | Аксель Вернер      | Атлетико Рафаэла   | 28 февраля 1996  | 20      | 1       | 0       |
| Защитники      |                    |                    |                  |         |         |         |
| 2              | Лаутаро Джанетти   | Велес Сарсфилд     | 30 ноября 1993   | 22      | 0       | 0       |
| 3              | Алексис Сото       | Банфилд            | 20 октября 1993  | 22      | 0       | 0       |
| 4              | Хосе Луис Гомес    | Ланус              | 10 сентября 1993 | 22      | 0       | 0       |
| 6              | Виктор Куэста      | Индепендьенте      | 19 ноября 1988   | 27      | 0       | 0       |
| 15             | Лисандро Магальян  | Дефенса и Хустисия | 27 сентября 1993 | 22      | 0       | 0       |
| 16             | Леандро Вега       | Ривер Плейт        | 27 мая 1996      | 20      | 0       | 0       |
| Полузащитники  |                    |                    |                  |         |         |         |
| 5              | Лукас Ромеро       | Крузейро           | 18 апреля 1994   | 22      | 0       | 0       |
| 8              | Сантьяго Аскасибар | Эстудиантес        | 25 февраля 1997  | 19      | 0       | 0       |
| 13             | Хоакин Арсура      | Ривер Плейт        | 18 мая 1993      | 23      | 0       | 0       |
| 14             | Джованни Ло Чельсо | Росарио Сентраль   | 9 апреля 1996    | 20      | 0       | 0       |
| 17             | Маурисио Мартинес  | Унион (Санта-Фе)   | 20 февраля 1993  | 23      | 0       | 0       |
| Нападающие     |                    |                    |                  |         |         |         |
| 7              | Кристиан Павон     | Бока Хуниорс       | 21 января 1996   | 20      | 0       | 0       |
| 9              | Джонатан Кальери   | Сан-Паулу          | 23 сентября 1993 | 22      | 0       | 0       |
| 10             | Анхель Корреа      | Атлетико Мадрид    | 9 мая 1995       | 21      | 0       | 0       |
| 11             | Джованни Симеоне   | Ривер Плейт        | 5 июля 1995      | 21      | 0       | 0       |
| 18             | Кристиан Эспиноса  | Уракан             | 3 апреля 1995    | 21      | 0       | 0       |
| Главный тренер |                    |                    |                  |         |         |         |
| Флаг Аргентины | Хулио Олартикоэчеа | Хулио Олартикоэчеа | 18 октября 1958  | 57      |         |         |

## Дополнительно
- Сборная Аргентины по футболу
- Молодёжная сборная Аргентины по футболу
- Юношеская сборная Аргентины по футболу